# Gare de Fujimi
La gare de Fujimi (富士見駅, Fujimi-eki) est une gare ferroviaire du bourg de Fujimi, dans la préfecture de Nagano au Japon. Elle est exploitée par la compagnie JR East.

## Situation ferroviaire
Fujimi est située au point kilométrique (PK) 182,9 de la ligne principale Chūō.

## Histoire
La gare a ouvert le 21 décembre 1904.

## Service des voyageurs

### Accueil
La gare dispose d'un bâtiment voyageurs, avec guichets, ouvert tous les jours.

### Desserte
- Ligne principale Chūō :
  - voies 1 et 2 : direction Shiojiri, Matsumoto et Nagano
  - voies 2 et 3 : direction Kōfu et Shinjuku